# Flevo-Natuur

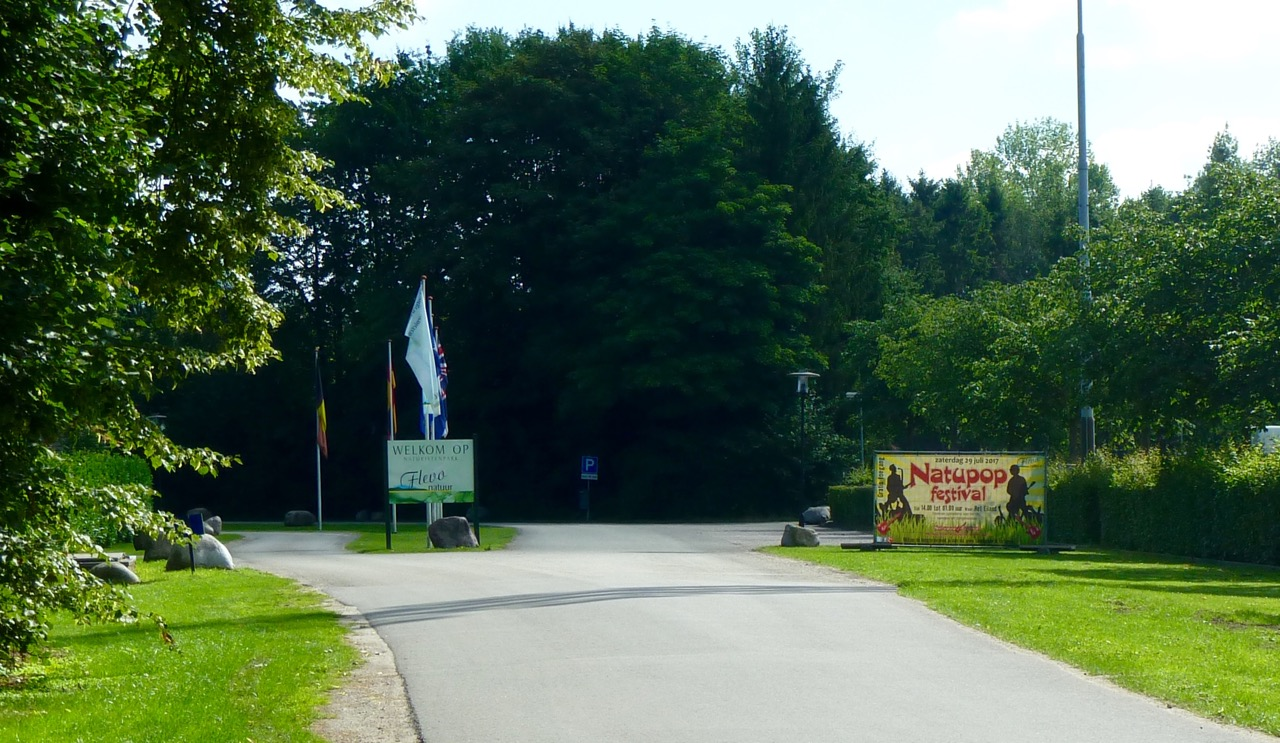
Toegang Flevo-Natuur

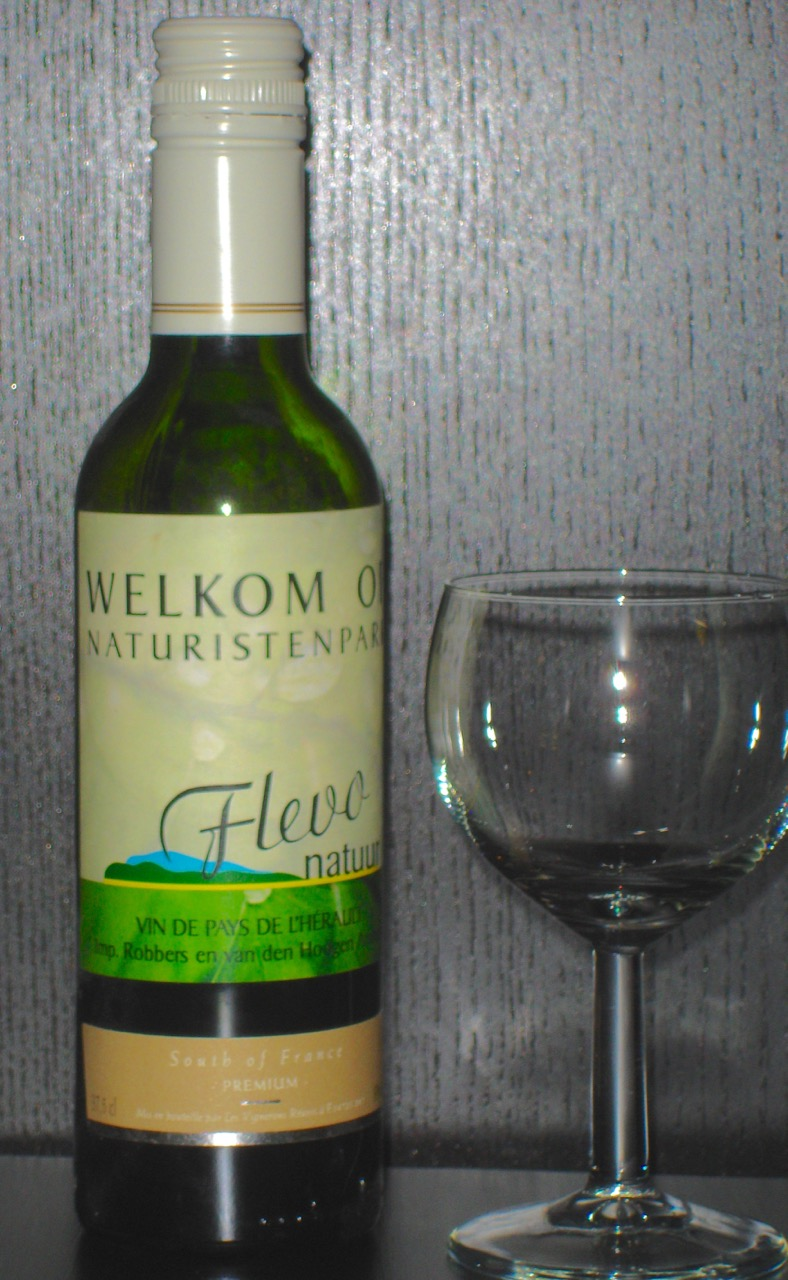
Onthouding van alcohol wordt niet nagestreefd.

Flevo-Natuur is een commercieel naturistenpark in de gemeente Zeewolde in Zuidelijk Flevoland, ten noordwesten van de Nijkerkersluis.  Het is opengesteld voor iedereen die ongekleed wil recreëren. Voor dagrecreanten is lidmaatschap van de NFN vereist. Het park is het gehele jaar geopend.
Op het park – dat een dorps karakter heeft – staan bungalows, chalets, er kan gekampeerd worden. Verder is er een supermarkt, café, restaurant, bibliotheek, sportzaal, kinderspeelruimte, zwembaden en sauna’s.
Hoewel naturisme in beginsel ook staat voor principes uit de reformbeweging als vegetarisme, natuurgeneeswijzen, onthouding van alcohol en niet roken, wordt dit op het park als zodanig niet nagestreefd.
Jaarlijks worden er op Flevo-Natuur activiteiten georganiseerd zoals een muziekfestival, zwemvierdaagse, healing weekend, jaarlijkse nieuwjaarsduik en zo meer.
Driemaal per jaar – in het voorjaar en de zomer – zijn er open dagen. De open dag op de tweede zondag in juni valt op Wereldnaturistendag en wordt samen met andere activiteiten van NFN-Nederland georganiseerd.
In 1980 was er het 17e Wereldcongres van de Internationale Naturistenfederatie gehouden.
Flevo-Natuur is het enige naturistenpark in Nederland. Tot 2018 was er ook naturistenpark Natukreek in Zwartewaal, Zuid-Holland. De twee werkten samen, met name op het gebied van public relations, zoals het uitgeven van het gezamenlijke magazine “Puur”. Natukreek is per augustus 2018 verkocht en niet meer naturistisch.

## Geschiedenis
Na een eerder aangenomen voorstel bij het NFN in 1973 – voor het creëren van een nationaal naturistenterrein – is door deze vereniging en de toenmalige "Stichting tot Financiering van Naturistenterreinen" kapitaal bijeengebracht voor de oprichting van “Het Nederlands Nationaal Naturistenterrein (N.N.N.T.) B.V.” in 1974.
Een vijftal initiatiefnemers hebben hiervoor in een commissie het voortouw genomen.

De locatie waar het terrein moest komen lag in de nog te ontginnen Zuidelijke Flevopolder, en wel in het toen nog eveneens aan te leggen 110 ha grote Hulkesteinse Bos. Het betreffende terrein zou dan “Flevo-Natuur” gaan heten.
In oktober 1977 is gestart met de aanleg van het park. Van begin af aan is er in de centumgebouwen met mindervaliden rekening gehouden en zijn een aantal bungalows aangepast.

Het terrein van 30 ha dat destijds voor 15 miljoen gulden is aangeworven, werd ingericht voor 70 (later uitgebreid tot 170) bungalows, 265 vaste staplaatsen voor caravans en 145 plaatsen voor dagrecreanten. Anno 2017 wordt er nog steeds uitgebreid en geïnvesteerd en zijn er 250 kampeerplaatsen. Vakantiewoningen en -chalets worden te huur of te koop aangeboden.
Bij de opening van Flevo-Natuur in Zuidelijk Flevoland op 1 juli 1978 door prof. van Duin van de Rijksdienst voor de IJsselmeerpolders zei deze: 
"Er is heel wat voorstellingsvermogen nodig om zich een beeld te vormen van de toekomst als Flevo-Natuur hier ligt als de "Hof van Eden". Maar met de ontwikkeling van andere terreinen voor ogen durf ik te zeggen, dat hier over 5 à 10 jaar een uitgestrekt bos ligt met een rijk geschakeerd planten- en dierenleven, waarmee de mens moet trachten in harmonie te leven".

## Professionalisering
Hoewel Flevo-Natuur ontstaan is vanuit idealisme, is de bedoeling altijd geweest het terrein voor een ieder open te stellen. Enkele jaren na de opening bleek de bedrijfsvoering niet professioneel genoeg om het draaiende te houden. Het restaurant en de sauna werden al verpacht, maar in 1985 werd ook het beheer van het terrein uit handen gegeven. Deze werd toen overgenomen door Ostara, een dochteronderneming van Ahold. De vereniging is daarbij toegezegd dat het park naturistisch zal blijven. In het stadium van dat moment is er door het Friesch-Groningsche Hypotheekbank (FGH) geïnvesteerd in het onderhoud van de wegen en gebouwen.

Sinds 2017 wordt het beheer uitgevoerd door Samoza Recreatieparken BV.
Op het park werken naast het vaste personeel een vijftigtal vrijwilligers mee.